# Bazalt
 Ovo je glavno značenje pojma Bazalt. Za rusku tvrtku koja proizvodi oružje pogledajte NPO Bazalt.
Bazalt je vrlo česta siva do crna bazična ekstruzivna magmatska stijena. Obično je finozrnata zbog brzog hlađenja lave, koja izbija na Zemljinu površinu. Najčešće ima porfirnu strukturu, što znači da sadrži veće kristale u finoj matrici, te vezikularnu, fluidalnu ili mandulastu teksturu. Bazalt koji nije bio izvrgnut trošenju, crne je ili sive boje.
Bazaltne magme nastaju dekompresijskim taljenjem Zemljinog plašta. Primarne stijene iz kojih su derivirane ove taljevine vjerojatno uključuju i peridotite i piroksenite. Krustalni dijelovi oceanskih tektonskih ploča dominantno su izgrađeni od bazalta, nastalog izdizanjem plašta ispod srednjooceanskih hrptova.
Plinije Stariji prvi je rabio riječ bazalt, a vjeruje se da ima etiopsko porijeklo te da znači "crna stijena".
Naziv bazalt često se koristi i za plitke intruzive s tipičnim bazaltnim sastavom, no stijene ovog sastava s krupnijim mineralnim zrnima su doleriti (ili dijabazi) te gabroidi.

## Tipovi bazalta
- toleiitski bazalt ima relativno malo silikatne faze i siromašan je natrijem. Većina bazalta oceanskog dna je toga tipa, kao i većina otoka u oceanu;
- jako aluminijski bazalt ima više od 17% (Al2O3);
- alkalni bazalt ima relativno malo silikatne faze, a bogat je natrijem. Može sadržavati alkalijski feldspat i flogopit;
- boninit je bazalt bogat magnezijem.

## Petrologija
Bazalt je karakterističan po kalcijevom plagioklsu i piroksenu. Olivin se također može naći u značajnoj mjeri. U bazaltu se mogu naći i oksidi željeza ili oksidi željeza i titanija, kao što su magnetit, ulvospinel i ilmenit. Zbog prisustva tih materijala bazalt ima jaka magnetna svojstva tijekom hlađenja. Takav bazalt omogućava proučavanje paleomagnetizma Zemlje.
U toleiitskom bazaltu česti su pirokseni i kalcijem bogat plagioklas. Matrice stijene često sadrže kvarc, tridimit ili kristobalit.
U visokoaluminijskom bazaltu prisutni su fenokristali feldspata. Alkalijski bazalt je bez ortopiroksena, ali s olivinom. 
Bazalt ima visokotemparaturnu tekućuu i čvrstu fazu. Blizu Zemljine površine ima 1200 °C, što je više od ostalih magmatskih stijena.
Većina toleoiita stvara se na oko 50-100 kilometara ispod površine, a alkalijski bazalt nastaje vjerojatno na 150-200 kilometara ispod površine.

## Geokemija
Bazalt je bogat u MgO i CaO, a siromašan u SiO2 i Na2O. Bazalt ima uobičajeno sljedeći sastav:
45-55 % SiO2, 2-6 % alkalija, 0,5-2,0 % TiO2, 5-14 % FeO i 14 % ili više Al2O3. Udjel CaO je uobičajeno oko 10 %, a  MgO u rasponu od 5 do 12 %.
Visoko aluminijski bazalt ima 17-19 % Al2O3. Bobiniti imaju do 15% MgO.

## Struktura i tekstura
Oblik, struktura i tekstura bazalta ukazuje na način izlaska na površinu, je li to u moru, eksplozivnom erupcijom ili tijekom erupcije lave.

### Erupcije na zraku
Bazalt, koji nastaje na otvorenom zraku stvara tri tipa vulkanskih taloga.

### Bazalt u stupovima
Kada se hladi tanki tok lave stvaraju se značajne kontrakcijske sile. Pogotovo se to događa u slučaju brzog hlađenja. U vertikalnom smjeru tok lave može pasti nadolje, a da se ne nastane pukotina. U horizontalnom smjeru lava se ne može prilagoditi, pa se stvaraju pukotine, a mreža pukotina stvara formaciju stupova. Često se te strukture pogrešno opisuju kao heksagonalne. U stvarnosti prosječni broj strana je šest, ali javljaju se i poligoni od tri do dvanaest strana. Vrlo brzo hlađenje može dovesti do stvaranja veoma malih stupića promjera manjeg od 1 centimetra. Uobičajeno su mnogo veći.
Među najpoznatijim bazaltnim tokovima na svijetu je Prolaz divova na sjevernoj obali Sjeverne Irske s heksagonalnim strukturama.
Na pacifičkom otoku Ponpei izgrađen je u 13. stoljeću vjerski kompleks pomoću stupastog bazalta.

### Podvodni jastučasti bazalt
Kad bazalt erumpira pod vodom ona ga hladi i stvaraju se stijene oblika jastuka (jastučaste), kroz koje se probija lava i stvara novi jastuk. Tekstura jastuka uobičajena je na morskom dnu.

## Vanjske poveznice
- Lava - water interface
- Pillow lava USGS
- Petrology of Lunar Rocks and Mare Basalts
- Basalt in Northern Ireland  Arhivirana inačica izvorne stranice od 24. veljače 2021. (Wayback Machine)
- Basalt Columns